# Беата Верђине (Бергамо)
Беата Верђине је насеље у Италији у округу Бергамо, региону Ломбардија.
Према процени из 2011. у насељу је живело 29 становника. Насеље се налази на надморској висини од 106 м.